# Liste der Wappen im Bezirk Wiener Neustadt-Land
Diese Liste beinhaltet – geordnet nach der Verwaltungsgliederung – alle Wappen des Bezirks Wiener Neustadt (Niederösterreich). In dieser Liste werden die Wappen mit dem Gemeindelink angezeigt. Die Fußnoten verweisen auf die Blasonierung des entsprechenden Wappens.

## Bezirk Wiener Neustadt

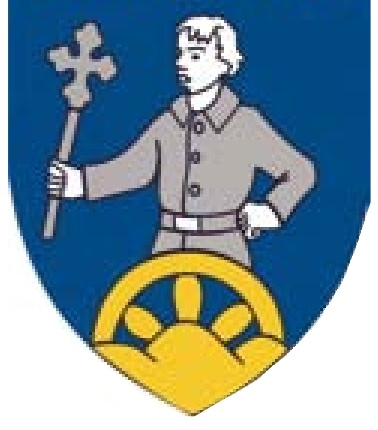
Bad Erlach
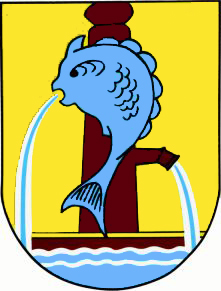
Bad Fischau-Brunn
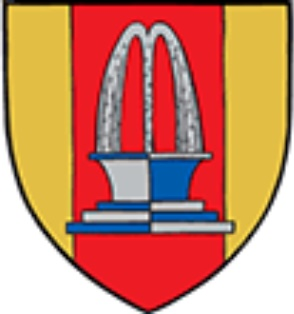
Bad Schönau
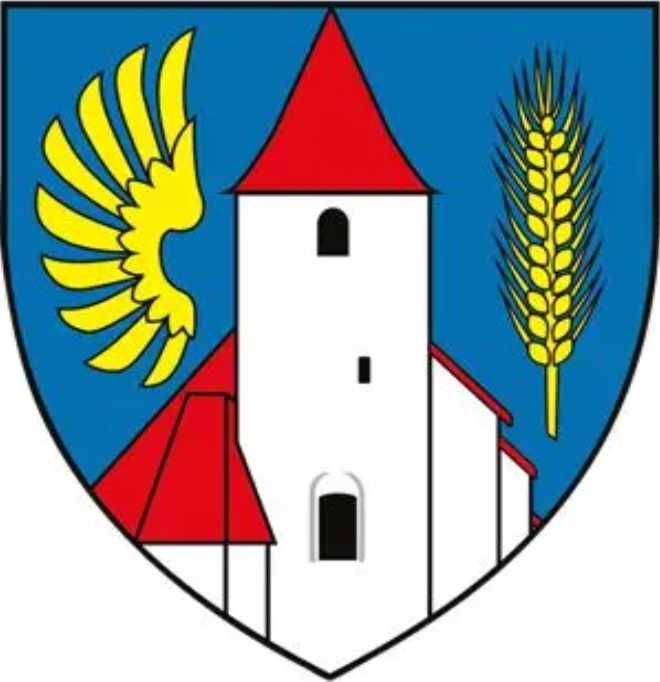
Bromberg
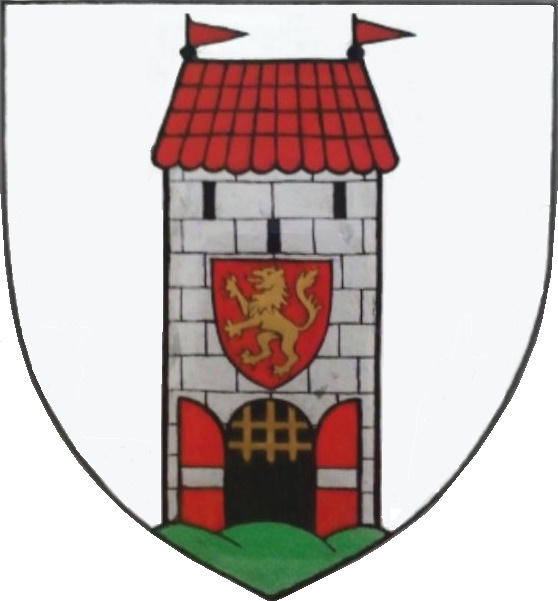
Ebenfurth
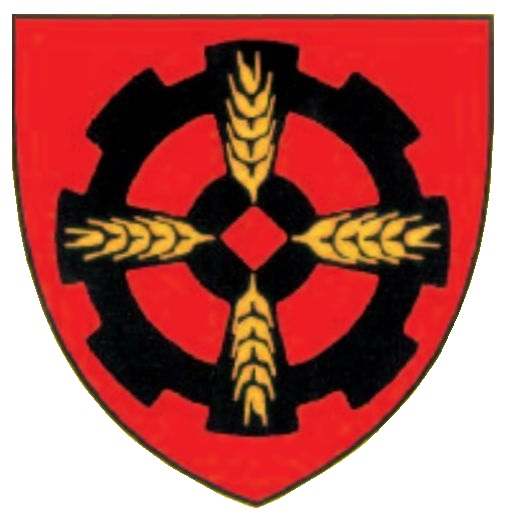
Eggendorf
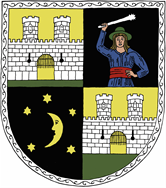
Felixdorf
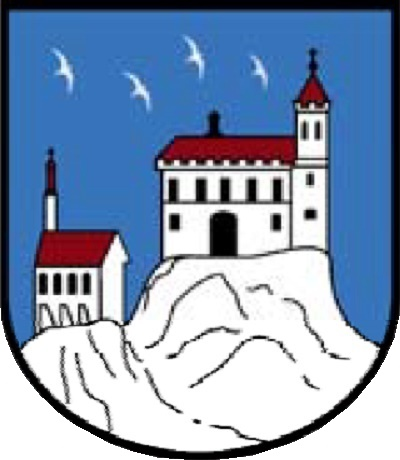
Gutenstein
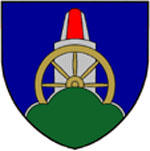
Hochneukirchen-Gschaidt
Hochwolkersdorf
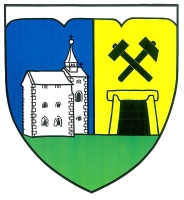
Hohe Wand
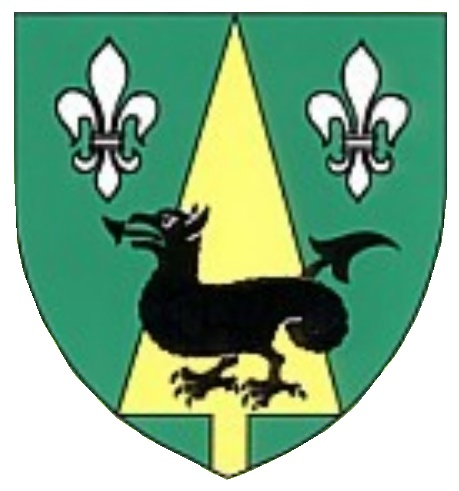
Hollenthon
Katzelsdorf
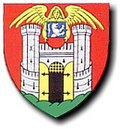
Kirchschlag in der Buckligen Welt
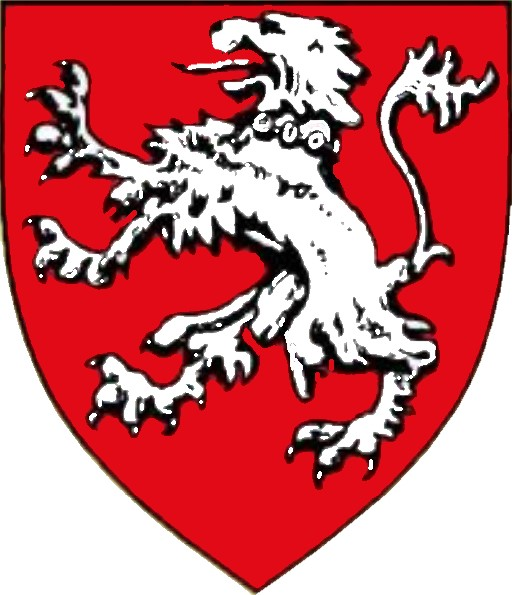
Krumbach
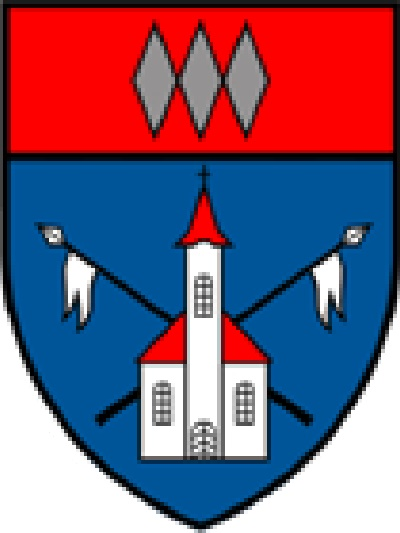
Lanzenkirchen
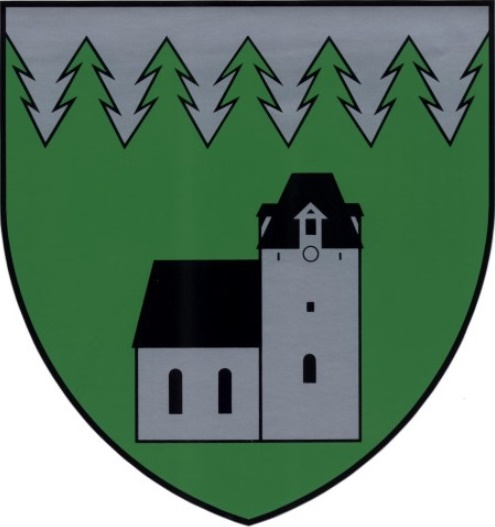
Lichtenegg
Lichtenwörth[4]
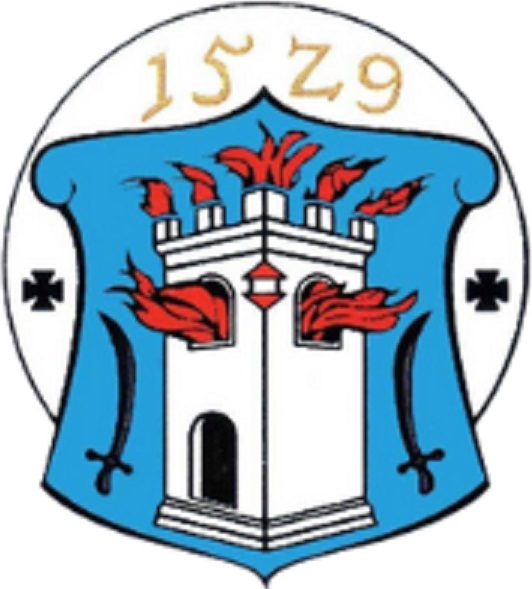
Markt Piesting
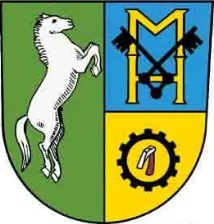
Matzendorf-Hölles
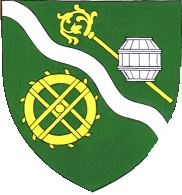
Miesenbach
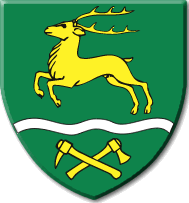
Muggendorf
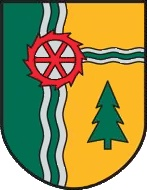
Pernitz
Rohr im Gebirge
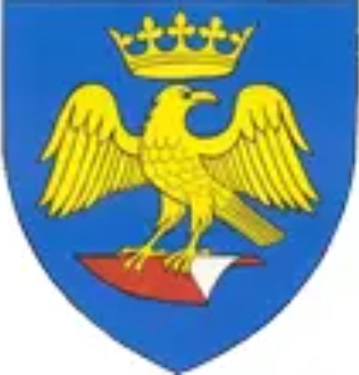
Schwarzenbach
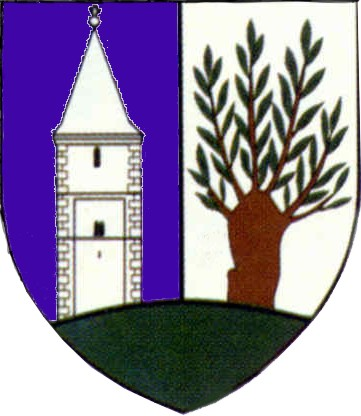
Sollenau
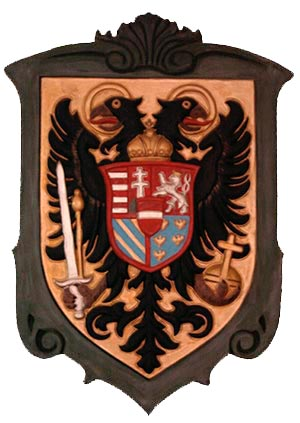
Theresienfeld
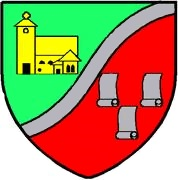
Waidmannsfeld
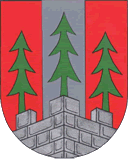
Waldegg
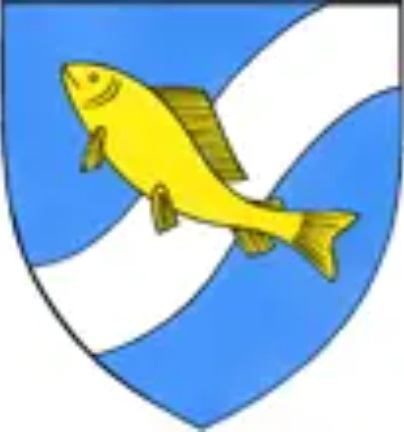
Walpersbach
Weikersdorf am Steinfelde
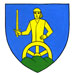
Wiesmath
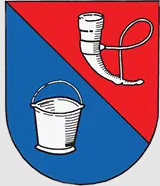
Winzendorf-Muthmannsdorf
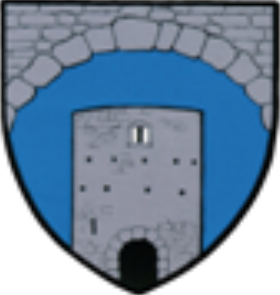
Wöllersdorf-Steinabrückl
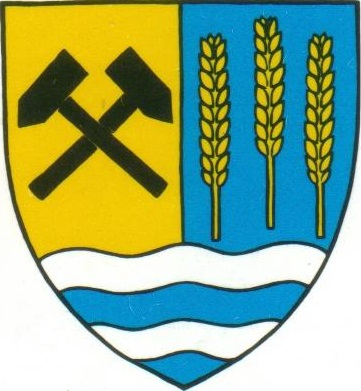
Zillingdorf

## Blasonierungen
1. ↑  Eggendorf: In einem roten Schild ein schwarzes Zahnrad, dessen vier Speichen mit goldenen zum Schildesrand zeigenden Ähren belegt sind.
2. ↑  Kirchschlag in der Buckligen Welt: Im roten Schild über grünem Erdreich eine gequaderte, zinnenbekrönte silberne Stadtmauer mit mächtiger Toranlage, geöffneten goldenen Torflügeln und hochgezogenem goldenen Fallgitter; die Toranlage flankiert von zwei ebenfalls mit Zinnen bekrönten silbernen Türmen, zwischen ihnen ein von Blau und Rot geteilter Schild, oben aus der Teilungslinie wachsend ein rechtsgewendeter aufsteigender silberner Löwe; der Schild gehalten von einem goldenen Engel, der seine Flügel über die beiden Türme ausbreitet.
3. ↑  Krumbach: Im roten Schild ein aufsteigender rechtsgewendeter silberner Löwe mit einer Kette um den Hals.
4. ↑  Lichtenwörth: In einem schwarzen Schild ein goldener Reichsapfel mit roter Binde, der vor zwei im Schildesfuß sich kreuzenden grünen Palmzweigen umfasst wird und über dem eine fünfzackige Krone schwebt
5. ↑  Markt Piesting: In einem blauen Schild ein aufrecht stehender, über Eck gestellter, silberner Turm, mit fünf Zinnen bekrönt. Unterhalb der Zinnen, auf der rechten und linken Seite ein gewölbtes Fenster, aus welchen ebenso wie aus den Zinnen eine beziehungsweise fünf Feuerflammen schlagen. Zwischen beiden Fenstern in der Mitte des Turms ein rotweißroter Schild, im Grunde des Turmes auf der rechten Seite ein offenes gewölbtes Tor. Im Schilde auf beiden Seiten neben dem Turm je ein bloßer, silberner Türkensäbel mit gelbem oder goldfarbenem Kreuz, die Griffe gegeneinander kehrend, über dem Wappen die historische Jahreszahl 1529 (später ergänzt).
6. ↑  Theresienfeld: Ein goldener Schild, in welchem ein schwarzer, golden nimbierter und ebenso bewehrter rotbezungter Doppeladler schwebt, der in seinen Fängen rechts Schwert und Zepter und links den Reichsapfel trägt. Auf seiner Brust ruht ein von der goldenen Kaiserkrone überhöhter gevierteter Mittelschild mit einem roten, von einem silbernen Querbalken durchzogenen Herzschildchen. Das obere rechte Feld des Mittelschildes ist gespalten und rechts siebenmal von Rot und Silber quer geteilt; in seiner linken roten Hälfte steht auf der golden bekrönten Mittelkuppe eines grünen Dreiberges ein doppeltes silbernes Tatzenkreuz. Das obere linke Feld des Mittelschildes von roter Farbe weist einen goldenen, gekrönten und gewaffneten, doppelschwänzigen, silbernen Löwen auf. Das untere rechte Feld mit roter Randeinfassung ist fünfmal schrägrechts von Blau und Gold geteilt. Im unteren linken Feld von blauer Farbe schweben zwei über zweien und einem, fünf goldene Adler.
7. ↑  Winzendorf-Muthmannsdorf: Ein nach links schräg geteiltes Schild. Die linke Seite beinhaltet ein silbernes Hifthorn mit grüner Schnur auf rotem Hintergrund. Auf der rechten Seite ist ein silberner Eimer auf blauem Hintergrund dargestellt.